# Václavice
Václavice (německy  Wenzelsberg) jsou obec v okrese Benešov ve Středočeském kraji. Leží asi šest kilometrů západně od Benešova. Žije zde 632 obyvatel. Obcí protéká Janovický potok, který je levostranným přítokem řeky Sázavy.

## Historie

### Středověk
Starobylá vesnice je raně středověkého původu, spojovaná s patrociniem českého světce sv. Václava. První písemná zmínka o obci je v českých pozemkových listinách zapsána k roku 1194, kdy již tato ves svatého Václava existovala a patřila ke statkům kláštera křižovníků, strážců Božího hrobu v Praze na Zderaze (uvádí ji Regesta regni Bohemiae et Moraviae, I. díl, strana 189). Další zmínka pochází z roku 1238 uvádí téhož majitele, a třetí zmínka je k roku 1271.
Kamenný kostel sv. Václava je původem z doby přechodné románsko-gotické, zachovala se z něj pouze věž, k níž byl kolem roku 1352 dostavěn nový chrám s křížovými žebrovými klenbami. Úpravy z doby renesanční po roce 1600 dokumentuje znak Doroty Hodějovské na okně v sakristii. Střecha věže pochází z roku 1864 a celý kostel byl upraven roku 1902. Před kostelem stojí kamenné sochy sv. Víta, Vojtěcha a Norberta, přenesené z Nové Vsi u Bečova. Na klenbě hlavní lodi upoutá velký skleněný (křišťálový) lustr.

### 1939–1945
Za druhé světové války se ves stala součástí vojenského cvičiště Zbraní SS Benešov a její obyvatelé se museli 1. dubna 1943 vystěhovat.

## Obyvatelstvo
| Rok            | 1869 | 1880 | 1890 | 1900 | 1910 | 1921 | 1930 | 1950 | 1961 | 1970 | 1980 | 1991 | 2001 | 2011 | 2021 |
| -------------- | ---- | ---- | ---- | ---- | ---- | ---- | ---- | ---- | ---- | ---- | ---- | ---- | ---- | ---- | ---- |
| Počet obyvatel | 640  | 650  | 662  | 646  | 609  | 540  | 522  | 411  | 416  | 422  | 423  | 456  | 446  | 551  | 617  |
| Počet domů     | 60   | 62   | 64   | 67   | 72   | 75   | 92   | 108  | 106  | 102  | 107  | 126  | 143  | 165  | 165  |

## Obecní správa

### Územněsprávní začlenění
Dějiny územněsprávního začleňování zahrnují období od roku 1850 do současnosti. V chronologickém přehledu je uvedena územně administrativní příslušnost obce v roce, kdy ke změně došlo:
- 1850 země česká, kraj České Budějovice, politický a soudní okres Benešov[7]
- 1855 země česká, kraj Tábor, soudní okres Benešov
- 1868 země česká, politický a soudní okres Benešov
- 1939 země česká, Oberlandrat Tábor, politický i soudní okres Benešov[8]
- 1942 země česká, Oberlandrat Praha, politický i soudní okres Benešov[9]
- 1945 země česká, správní i soudní okres Benešov[10]
- 1949 Pražský kraj, okres Benešov[11]
- 1960 Středočeský kraj, okres Benešov
- k 1. lednu 1980 Středočeský kraj, okres Benešov, město Benešov[12]
- k 24. listopadu 1990 Středočeský kraj, okres Benešov[12]
- 2003 Středočeský kraj, okres Benešov, obec s rozšířenou působností Benešov

### Části obce
- Václavice
- Vatěkov
- Zbožnice

### Obecní symboly
Znak a vlajka byly obci uděleny rozhodnutím předsedy Poslanecké sněmovny Parlamentu České republiky dne 24. listopadu 2014.

## Společnost
Ve vsi Václavice (přísl. Vatěkov, 450 obyvatel, četnická stanice, katol. kostel) byly v roce 1932 evidovány tyto živnosti a obchody: elektrotechnický závod, 2 hostince, kolář, kovář, krejčí, mlýn, 2 pokrývači, 2 obchody se smíšeným zbožím, Spořitelní a záložní spolek pro Václavice, trafika.

## Doprava
Dopravní síť
- Pozemní komunikace – Do obce vede silnice III. třídy.

- Železnice – Železniční trať ani stanice na území obce nejsou.

Veřejná doprava 2012
- Autobusová doprava – Obcí projížděly autobusové linky vedoucí např. do těchto cílů: Benešov, Křečovice, Neveklov, Rabyně, Štěchovice.

## Galerie

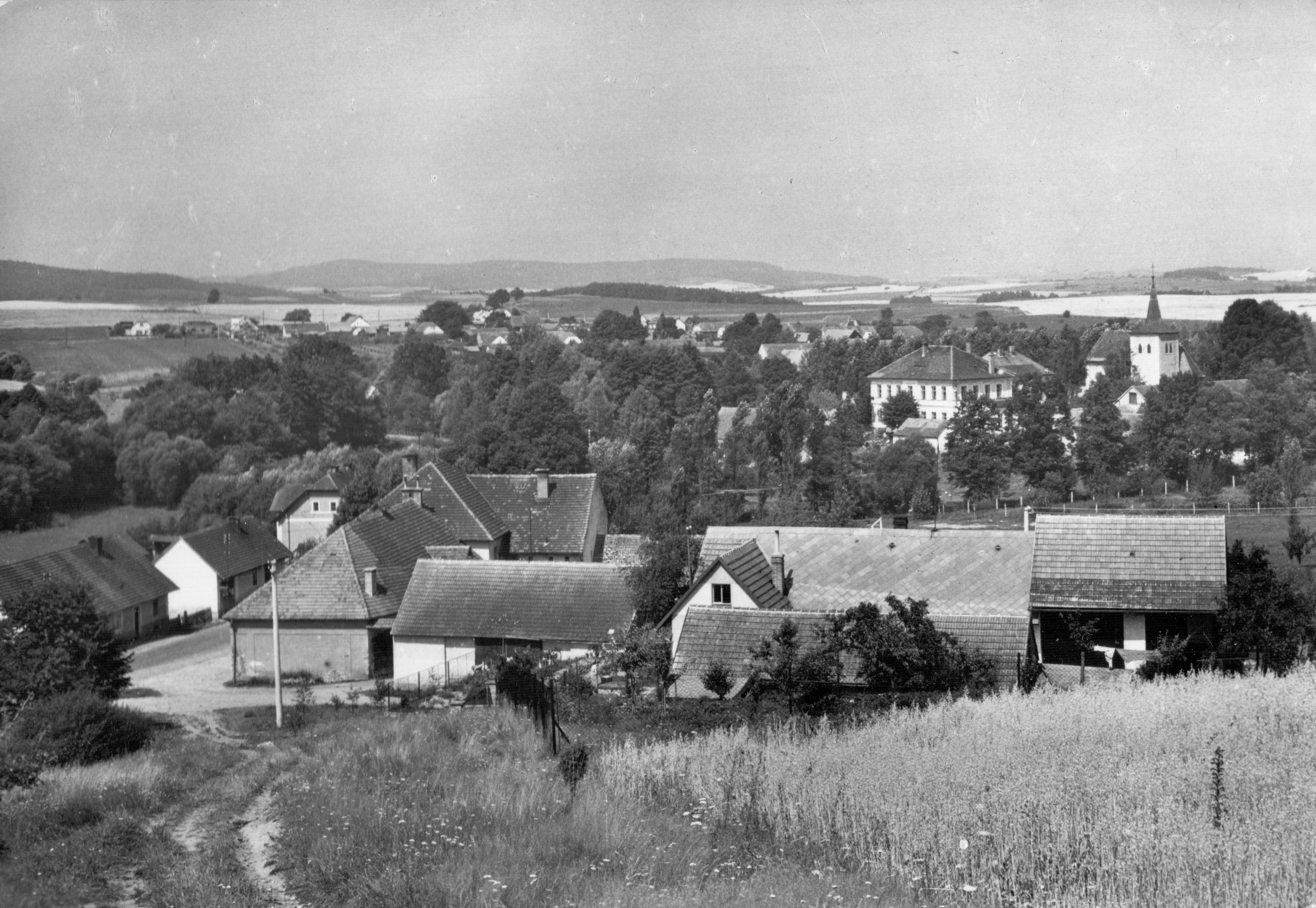
Václavice před rokem 1953
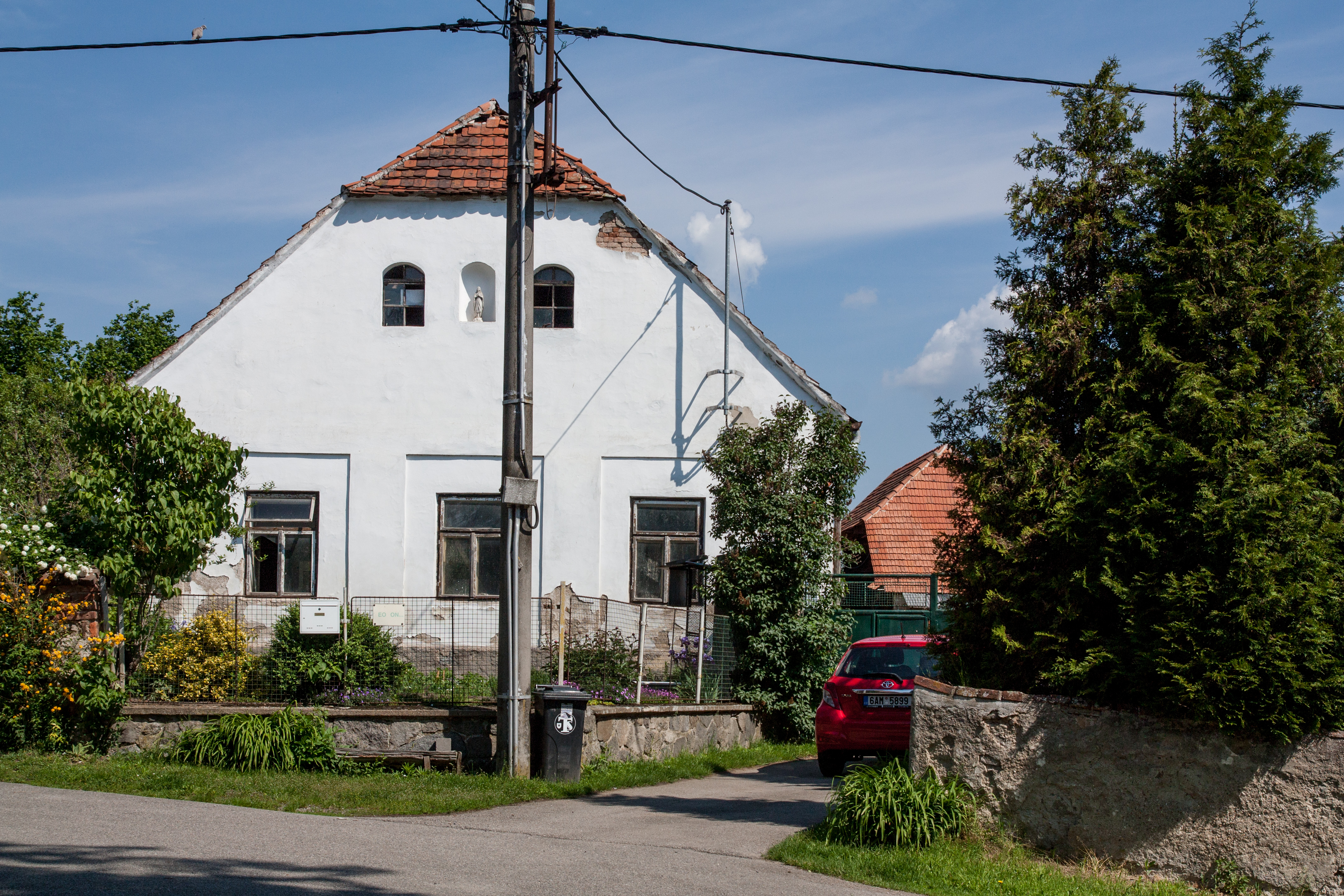
Dům
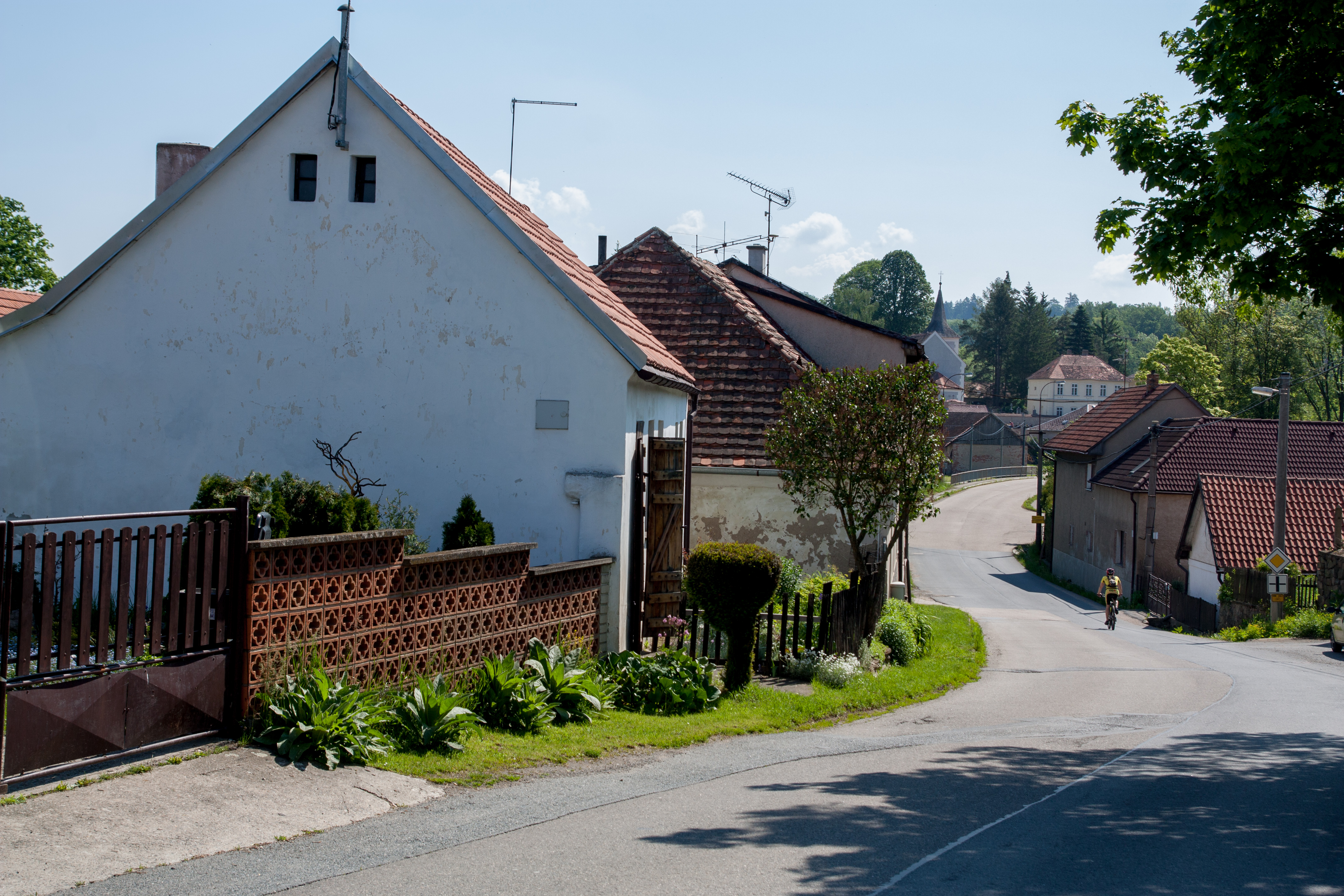
Domy u silnice